# Kloster Jouy
Das Kloster Jouy (Jouy-en-Brie; lat. Joyacum) ist eine ehemalige Zisterzienserabtei in der Gemeinde Chenoise-Cucharmoy im Département Seine-et-Marne, Region Île-de-France, in Frankreich, in der Landschaft Brie. Das Kloster liegt rund 15 Kilometer nordwestlich von Provins am Nordrand des Forêt de Jouy.

## Geschichte
Das Kloster wurde 1124 als vierte Tochter der Primarabtei Pontigny auf einem einsamen, von Pierre du Châtel und Milon de Naud, zwei Edelleuten aus dem Brie, gestifteten Gelände gegründet, und von Theobald II. von der Champagne gefördert. Von Jouy gingen vier Tochtergründungen aus, nämlich Kloster Bonlieu (Gironde) (1141), Kloster La Noé (1144), Kloster Pontaut (1151) und Kloster Sellières (1168). In der Französischen Revolution wurde das Kloster aufgelöst.

## Bauten und Anlage

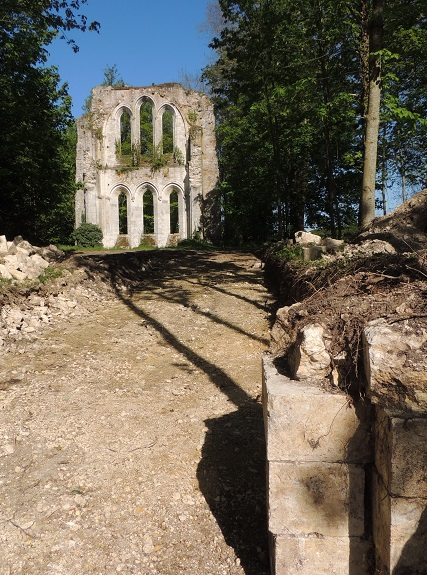
Reste der Kirche

Die 75 m lange Kirche wurde um 1220 geweiht. Von ihr ist nur die flache Chorabschlusswand mit sechs lanzettförmigen Fenstern erhalten. Von der Klosteranlage ist die Umfassungsmauer noch fast vollständig vorhanden. In der Nähe der Kirche steht ein weiteres großes Gebäude, bei dem es sich um das Abtslogis handeln könnte. In der Nähe einer Wasserfläche ist ein Taubenhaus in Betrieb. Das Klostergut datiert aus dem ersten Viertel des 13. Jahrhunderts.